# Bertha Elisabeth van Osselen-van Delden
Bertha Elisabeth van Osselen-van Delden (Diepenheim, 27 april 1847 – Heerde, 4 juni 1936) was een Nederlandse kinderboekenschrijfster.

## Leven en werk
Bertha Elisabeth van Delden werd in 1847 geboren als dochter van mr. Jan van Delden en Cecilia Susanna Kerkhoven. Haar vader werd in 1848 burgemeester van Hardenberg. Haar moeder was een dochter van Johannes Kerkhoven en Antje van der Hucht, bewoners van het landgoed "Het Hunderen" in Twello. Haar tweelingbroer August was architect en directeur van de Koninklijke Academie van Beeldende Kunsten in Den Haag. Haar broer Eduard was fotograaf.
Van Delden trouwde op 4 mei 1868 te Deventer met notaris Johannes Corstianus van Osselen. Zij vestigden zich in Putten, waar zij het landhuis "Nieuw Hunderen" lieten bouwen. Hier werden hun vijf kinderen geboren, waarvan de oudste direct na de geboorte overleed. Hun dochter Hedwig Cecile Albertine van Osselen werd kunstschilderes. In 1874 verhuisde het gezin met de notarispraktijk naar Nunspeet waar zij het huis "De Bunterhoek" lieten bouwen. Haar man kreeg een oogkwaal en werd blind.
Van Osselen-van Delden ging zich toeleggen op het schrijven van kinderboeken. Haar boeken verschenen in de periode vanaf 1891 en werden regelmatig herdrukt ook na haar overlijden in 1936. Haar eerste boek "Hansje Rozengaarde" beleefde in 1922 een vijfde druk, ‘t Jodinnetje van Elspeet in 1950 een zesde druk en "De schaapskooi op de Elspeter heide" werd eveneens in 1950 voor de vierde maal gedrukt. Een aantal van haar verhalen werd geïllustreerd door haar achternicht Anna Wijthoff.
Na het overlijden van haar man in 1896 verhuisde Van Osselen-Van Delden naar Amsterdam en vervolgens naar Den Haag. Van 1901 tot 1924 woonde ze in Apeldoorn. Daarna woonde ze in bij een van haar dochters in Villa Rozenhof in Heerde. Zij overleed in juni 1936 op 89-jarige leeftijd in Heerde.

## Bibliografie

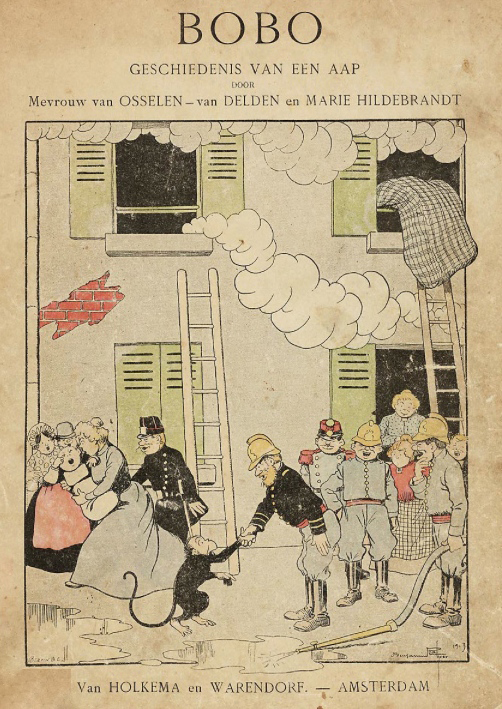
Bobo - geschiedenis van een aap (2e druk 1907)